# Johannes Liku Ada
Pour les articles homonymes, voir Liku.
Johannes Liku Ada, né le 22 décembre 1948 à Salu Allo dans la province du Sulawesi du Sud, est un prélat indonésien, archevêque de Makassar en Indonésie de 1994 à 2024.

## Biographie
Il est ordonné prêtre pour l'archidiocèse de Makassar le 21 janvier 1975.

## Évêque
Le 11 octobre 1991, le pape Jean-Paul II le nomme évêque titulaire d'Amantia (de) et évêque auxiliaire de Makassar ; il est ordonné évêque le 2 février 1992. 
Le même Jean-Paul II le nomme archevêque de Makassar le 11 novembre 1994.
Sa démission pour raison d'âge est acceptée par le pape François le 17 octobre 2024 et il est remplacé par son coadjuteur, Fransiskus Nipa (en).